# Frank Strandli
Frank Strandli (ur. 16 maja 1972 w Kristiansandzie) – norweski piłkarz grający na pozycji napastnika. W reprezentacji Norwegii rozegrał 24 mecze i strzelił 3 gole.

## Kariera klubowa
Karierę piłkarską Strandli rozpoczął w klubie IK Start. W 1989 roku awansował do kadry pierwszej drużyny i w tamtym roku zadebiutował w jej barwach w norweskiej pierwszej lidze. Przez kolejne 4 sezony był podstawowym zawodnikiem Startu i grał w nim do końca 1992 roku.
Na początku 1993 roku Strandli przeszedł ze Startu do angielskiego Leeds United, broniącego wówczas tytułu mistrza Anglii. W Leeds nie przebił się jednak do wyjściowego składu i był głównie rezerwowym. Przez rok rozegrał w Leeds 14 spotkań i strzelił 2 gole.
W 1994 roku Strandli wrócił do ojczyzny i został zawodnikiem klubu SK Brann. Grał w nim przez 2 lata, dochodząc m.in. do finału Pucharu Norwegii w 1995 roku. W 1996 roku przeszedł do Lillestrøm SK. W 1996 roku wywalczył z nim wicemistrzostwo kraju.
W połowie 1997 roku Strandli przeszedł z Lillestrøm do greckiego Panathinaikosu. W greckiej lidze wystąpił 30 razy i strzelił 9 goli przez półtora roku. Na początku 1999 roku trafił do duńskiego Aalborga BK. W 1999 roku wywalczył mistrzostwo Danii, a w 2000 wystąpił w finale Pucharu Danii, przegranym 0:1 z Viborgiem. W 2001 roku zakończył karierę piłkarską.
| Sezon   | Klub             | Kraj     | Rozgrywki      | Mecze | Bramki |
| ------- | ---------------- | -------- | -------------- | ----- | ------ |
| 1989    | IK Start         | Norwegia | Tippeligaen    | 20    | 9      |
| 1990    | IK Start         | Norwegia | Tippeligaen    | 17    | 0      |
| 1991    | IK Start         | Norwegia | Tippeligaen    | 22    | 4      |
| 1992    | IK Start         | Norwegia | Tippeligaen    | 22    | 16     |
| 1992/93 | Leeds United     | Anglia   | Premier League | 10    | 2      |
| 1993/94 | Leeds United     | Anglia   | Premier League | 4     | 0      |
| 1994    | SK Brann         | Norwegia | Tippeligaen    | 20    | 7      |
| 1995    | SK Brann         | Norwegia | Tippeligaen    | 22    | 7      |
| 1996    | Lillestrøm SK    | Norwegia | Tippeligaen    | 22    | 8      |
| 1997    | Lillestrøm SK    | Norwegia | Tippeligaen    | 16    | 7      |
| 1997/98 | Panathinaikos AO | Grecja   | Alpha Ethniki  | 21    | 6      |
| 1998/99 | Panathinaikos AO | Grecja   | Alpha Ethniki  | 9     | 3      |
| 1998/99 | Aalborg BK       | Dania    | Superligaen    | 17    | 9      |
| 1999/00 | Aalborg BK       | Dania    | Superligaen    | 14    | 0      |
| 2000/01 | Aalborg BK       | Dania    | Superligaen    | 7     | 6      |

## Kariera reprezentacyjna
W reprezentacji Norwegii Strandli zadebiutował 7 stycznia 1992 roku w zremisowanym 0:0 towarzyskim spotkaniu z Egiptem. Swoją pierwszą bramkę w kadrze narodowej strzelił 15 stycznia 1994 w sparingu z USA. W swojej karierze grał m.in. w eliminacjach do MŚ 1994, MŚ 1998 i Euro 2000. Od 1992 do 1999 roku rozegrał w kadrze narodowej 24 mecze i strzelił w nich 3 gole.
| Mecze i gole w reprezentacji | Mecze i gole w reprezentacji | Mecze i gole w reprezentacji | Mecze i gole w reprezentacji | Mecze i gole w reprezentacji | Mecze i gole w reprezentacji | Mecze i gole w reprezentacji |
| #                            | Data                         | Stadion                      | Rywal                        | Wynik                        | Gol                          | Rozgrywki                    |
| 1992                         | 1992                         | 1992                         | 1992                         | 1992                         | 1992                         | 1992                         |
| ---------------------------- | ---------------------------- | ---------------------------- | ---------------------------- | ---------------------------- | ---------------------------- | ---------------------------- |
| 1.                           | 07.01.1992                   | Kair, Egipt                  | Egipt                        | 0:0                          | 0                            | towarzyski                   |
| 2.                           | 04.02.1992                   | Hamilton, Bermudy            | Bermudy                      | 3:1                          | 0                            | towarzyski                   |
| 3.                           | 13.05.1992                   | Oslo, Norwegia               | Wyspy Owcze                  | 2:0                          | 0                            | towarzyski                   |
| 4.                           | 03.06.1992                   | Oslo, Norwegia               | Szkocja                      | 0:0                          | 0                            | towarzyski                   |
| 5.                           | 23.09.1992                   | Oslo, Norwegia               | Holandia                     | 2:1                          | 0                            | el. MŚ 1994                  |
| 6.                           | 02.12.1992                   | Kanton, Chiny                | Chiny                        | 1:2                          | 0                            | towarzyski                   |
| 1994                         |                              |                              |                              |                              |                              |                              |
| 7.                           | 15.01.1994                   | Phoenix, Stany Zjednoczone   | Stany Zjednoczone            | 1:2                          | 1                            | towarzyski                   |
| 8.                           | 20.04.1994                   | Oslo, Norwegia               | Portugalia                   | 0:0                          | 0                            | towarzyski                   |
| 1996                         |                              |                              |                              |                              |                              |                              |
| 9.                           | 02.06.1996                   | Oslo, Norwegia               | Azerbejdżan                  | 5:0                          | 1                            | el. MŚ 1998                  |
| 10.                          | 09.10.1996                   | Oslo, Norwegia               | Węgry                        | 3:0                          | 0                            | el. MŚ 1998                  |
| 11.                          | 10.11.1996                   | Berno, Szwajcaria            | Szwajcaria                   | 1:0                          | 0                            | el. MŚ 1998                  |
| 1997                         |                              |                              |                              |                              |                              |                              |
| 12.                          | 30.04.1997                   | Oslo, Norwegia               | Finlandia                    | 1:1                          | 0                            | el. MŚ 1998                  |
| 13.                          | 30.05.1997                   | Oslo, Norwegia               | Brazylia                     | 4:2                          | 0                            | towarzyski                   |
| 14.                          | 08.06.1997                   | Budapeszt, Węgry             | Węgry                        | 1:1                          | 0                            | el. MŚ 1998                  |
| 15.                          | 20.07.1997                   | Reykjavík, Islandia          | Islandia                     | 1:0                          | 0                            | towarzyski                   |
| 16.                          | 20.08.1997                   | Helsinki, Finlandia          | Finlandia                    | 4:0                          | 0                            | el. MŚ 1998                  |
| 17.                          | 06.09.1997                   | Baku, Azerbejdżan            | Azerbejdżan                  | 1:0                          | 0                            | el. MŚ 1998                  |
| 18.                          | 10.09.1997                   | Oslo, Norwegia               | Szwajcaria                   | 5:0                          | 0                            | el. MŚ 1998                  |
| 19.                          | 08.10.1997                   | Oslo, Norwegia               | Kolumbia                     | 0:0                          | 0                            | el. MŚ 1998                  |
| 1998                         |                              |                              |                              |                              |                              |                              |
| 20.                          | 25.02.1998                   | Marsylia, Francja            | Francja                      | 3:3                          | 1                            | towarzyski                   |
| 21.                          | 22.04.1998                   | Kopenhaga, Dania             | Dania                        | 3:3                          | 0                            | towarzyski                   |
| 22.                          | 06.09.1998                   | Oslo, Norwegia               | Łotwa                        | 1:3                          | 0                            | el. ME 2000                  |
| 1999                         |                              |                              |                              |                              |                              |                              |
| 23.                          | 20.01.1999                   | Tel Awiw, Izrael             | Izrael                       | 1:0                          | 0                            | towarzyski                   |
| 24.                          | 22.01.1999                   | Umm al-Fahm, Izrael          | Estonia                      | 3:3                          | 0                            | towarzyski                   |